# Traunsee
Le Traunsee est un lac situé dans la région du Salzkammergut au pied des Préalpes orientales septentrionales en Autriche. C'est le quatrième plus grand lac autrichien après l'Attersee et, avec ses 191 mètres, le lac le plus profond du pays. Il est alimenté principalement par la Traun.

## Géographie
Le Traunsee s'étend sur 12 km de long et sur 3 km de large ; sa surface est de 24,4 km2. Parmi les principaux endroits sur la rive se trouvent Gmunden, Ebensee, Altmünster et Traunkirchen. À l'est se dressent les parois rocheuses escarpées du Traunstein (1 691 m).
Situé au pied des Préalpes orientales septentrionales, le bassin du lac a été modelé depuis la glaciation de Günz entre -1 200 000 à -700 000 environ.